# 安霍夫教堂

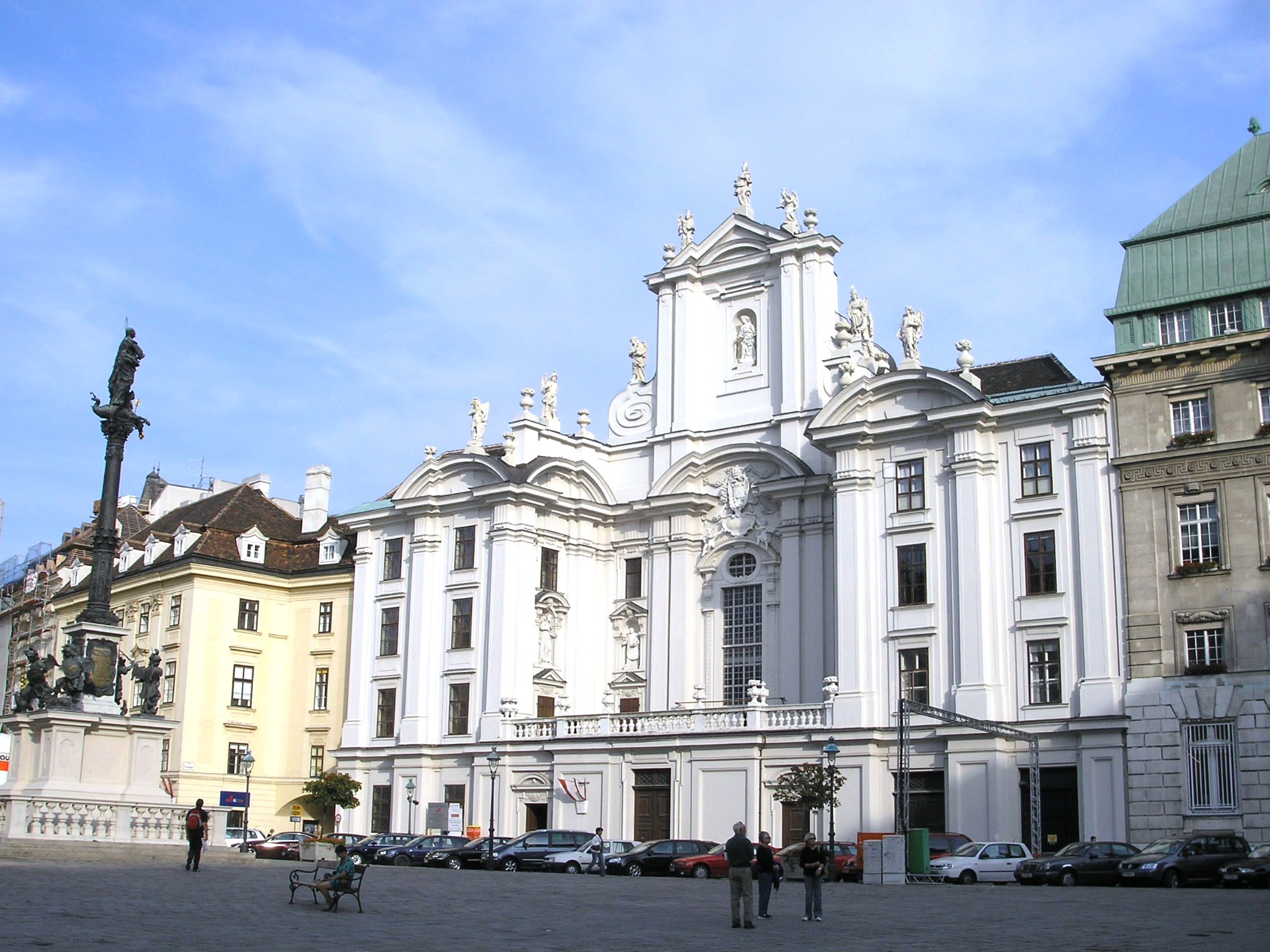
安霍夫教堂

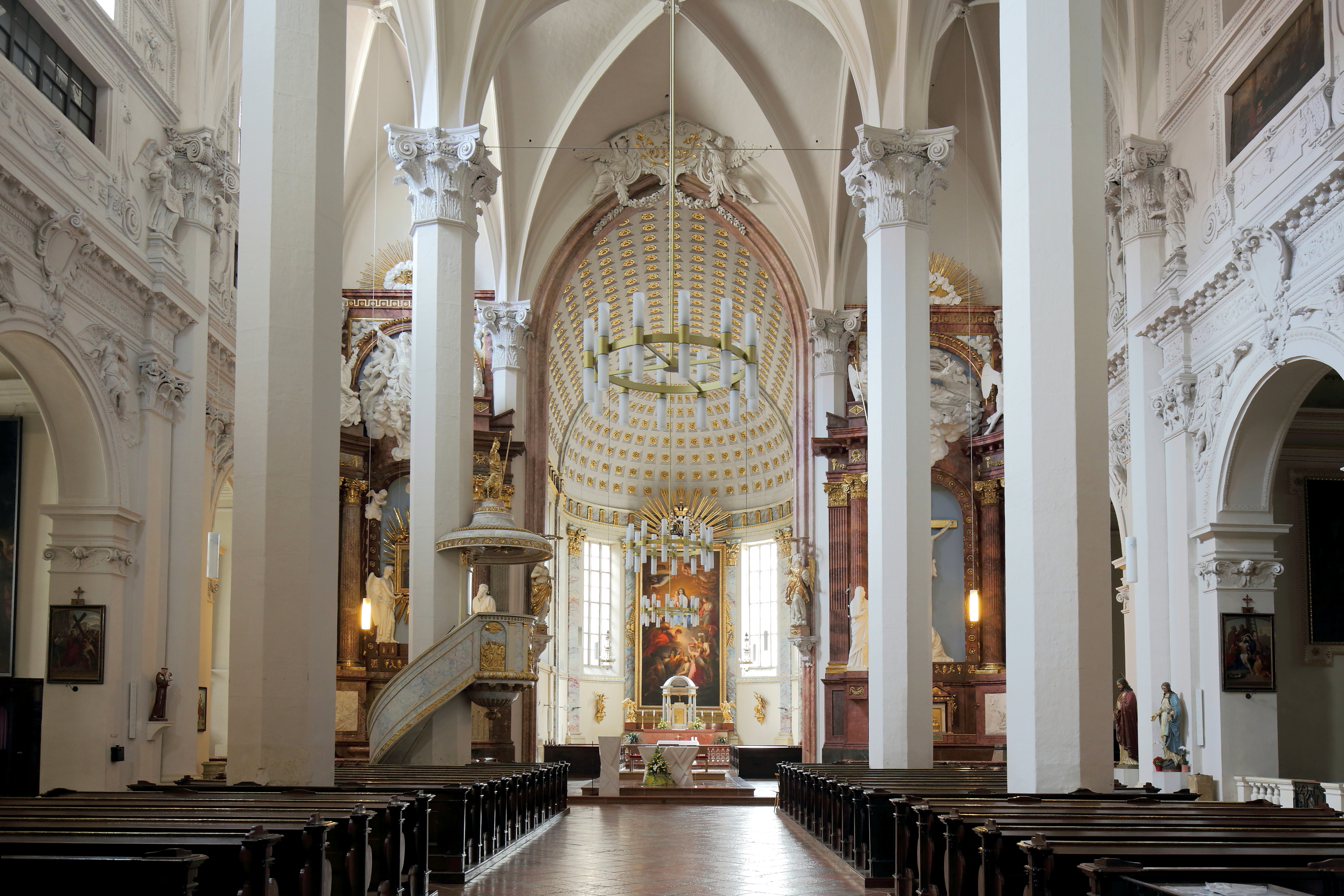
室内

安霍夫教堂（Kirche am Hof），又名九天使合唱教堂（Kirche zu den neun Chören der Engel）兴建于1386年到1403年，位于维也纳第一区（内城）的安霍夫广场东侧。
在1386至1403年，建立了加尔默罗会将以前的罗曼式 Hofkapelle改建为哥特式教堂，有三个中殿。1554年，耶稣会获得这座教堂。1662年，由皇帝斐迪南三世的遗孀埃莱奥诺尔·贡扎加委托，Carlo Antonio Carlone规划，立面改建为巴洛克式。1773年，耶稣会被取缔，这座教堂改为驻军教堂。 
1804年12月7日，在此宣布采用题为“奥地利皇帝”称号 ，1806年8月1日宣布神圣罗马帝国结束，哈布斯堡王朝已享有神圣罗马帝国皇位500多年。